# カレー鍋

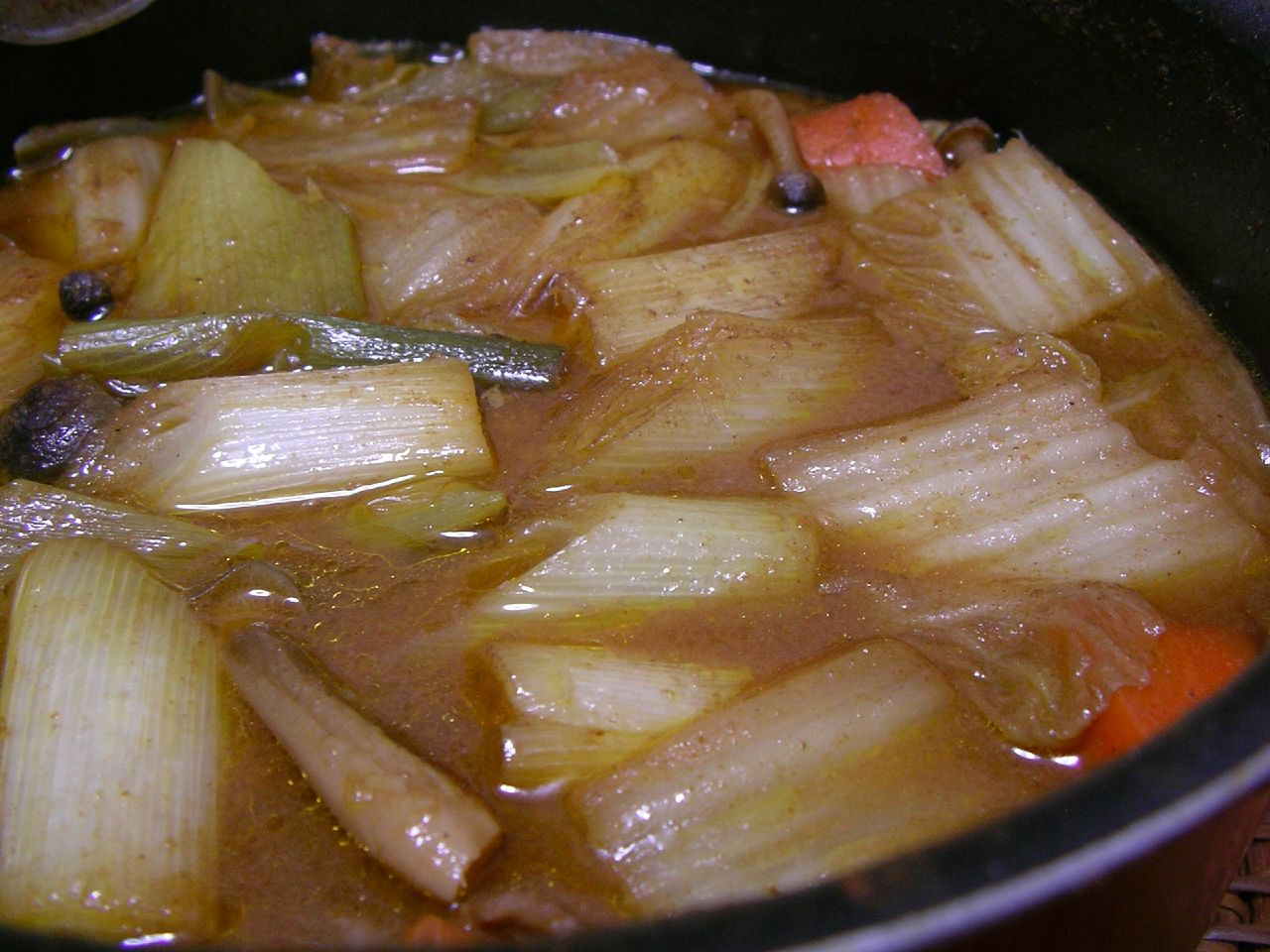
カレー鍋の一例

カレー鍋（カレーなべ）は、和風だしにカレーのスパイスを利かせたスープを使った鍋料理の1つである。

## 概要
具材にこれといった決まりはなく、通常は鍋物の具材に用いるようなもの、あるいはカレーライスの具材に用いるものであれば、たいがいの食材とは相性がよい。ただし、キムチのようにそれ自体が強烈な味わいを持つものや、カレーにより繊細な風味を損なうおそれのある食材は不向きとされる。また、通常の（和風の）鍋物にはまず用いないチーズを用いることもある。
また、カレー鍋をさらにインド風に仕上げた「インドカレー鍋」を提供しているインド料理店もある。

## ルーツ
昭和40年代、カレー鍋専門店【大阪カレー鍋ダイニング　鬼神（きじん）現：まめ柴カレー】の初代オーナーがうどんすき割烹店に勤務していた頃に考案し、自身が独立した店で「うどんすき」の変わり出汁で提供したのが始まりとされる。メディアでは、和風居酒屋「喰い切り酒場　伝心望」をカレー鍋発祥の店として紹介している。元々は、関西うどん店の賄い料理とされるが、大阪のうどん屋では、「鍋焼きカレーうどん」というメニューが昔からあり、余り物の食材を使い手間のかからない、定番賄い料理であった。
大阪のカレー鍋専門店では南船場の「宮がみ屋」本店が専門店では初のお店で創業は平成17年で当初カレー鍋専門店は大阪にはなかった。

## 一般家庭におけるカレー鍋
家庭ではだし汁にカレールウ、醤油や酒、その他の香辛料などを加えることで鍋のベースが作れる。
また、2007年からは食品メーカー各社から、主婦の意見を取り入れ家庭向けにマイルドな味に仕上げた濃縮鍋つゆも市販されている。いずれの場合もだしのうまみとスパイスが重要となる。

## 商標
2009年10月に、大阪市でカレー鍋専門店【大阪カレー鍋ダイニング　鬼神（きじん）現：【行政書士ティーラック法務事務所】(大阪市中央区)を営む者が、「カレー鍋」の文字を含む商標に対し、カレー味の鍋料理を主とする飲食物の提供を指定した登録を受けた。